# Casal del Conflent
El Casal del Conflent és un casal català a l'exterior, reconegut per la Generalitat de Catalunya en acord de govern (ACORD GOV/47/2023, de 7 de març). Aquesta associació sense ànim de lucre està situada a Prada en la contrada del Conflent, al sud de França, i està regida per la llei francesa d'associacions de 1901 (Association loi de 1901).
El Casal del Conflent té per objectiu la promoció i l'animació de la llengua i la cultura catalanes sota totes les seves formes i modalitats, així com la creació d'un lloc de trobada i d'expressió de la cultura catalana a Catalunya del Nord. La seu del casal és a Prada de Conflent Carrer Aragó 18, França 66500), i en el curs escolar 2024-2025 manté horari d'obertura els dimarts i dissabtes de 9h a 12h.
El Casal del Conflent contribueix a consolidar el coneixement internacional de la llengua i la cultura catalana.

## Activitats culturals
El Casal del Conflent aspira a reunir en el seu si, a federar i a solidaritzar totes les associacions del Conflent que actuen a favor de la llengua i la cultura catalanes. Ha promocionat l'activisme social per a facilitar els contactes de ràdio i televisió entre els dos costats de la frontera. A la seva pàgina web oficial es presenten els diferents grups i seccions que generen les activitats més populars per a joves i adults:
- Publicació de contes de kamishibais en català[7]
- Castellers Pallagos del Conflent[8]
- Correfocs i timbalers dels Nyerros del Conflent[9]